# Isochromodes pectinicornata
Isochromodes pectinicornata là một loài bướm đêm trong họ Geometridae.